# 용계
용계(龍啓, 933년 1월 ~ 934년)는 민나라(閩) 혜종(惠宗) 왕연균(王延鈞)의 첫번째 연호이다. 2년 가량 사용하였다.

## 개원
- 후당(後唐) 장흥(長興) 4년(933년) 1월에 칭제건원하고, 연호를 용계(龍啓)로 건원함.[1][2][3]

- 용계(龍啓) 3년 1월 1일[4](935년 2월 6일)에 연호를 영화(永和)로 개원함.[5][2][3]

## 연대 대조표
| 용계       | 원년           | 2년                                 |
| 서기(西紀) | 933년          | 934년                               |
| 간지(干支) | 계사(癸巳)     | 갑오(甲午)                          |
| 후당(後唐) | 장흥(長興) 4년 | 5년 응순(應順) 원년 청태(淸泰) 원년 |
| 남한(南漢) | 대유(大有) 6년 | 7년                                 |
| 양오(楊吳) | 대화(大和) 5년 | 6년                                 |
| 후촉(後蜀) | -              | 명덕(明德) 원년                     |

## 참고 자료
- 중국의 연호 목록